# Циклические соединения
Циклические соединения — химические соединения, в которых присутствует три или более связанных атомов, образующие кольцо. Соединение, кольцо которого включает 9 и более атомов, называется макроциклическим.

## Классификация
По атомарному составу:
- органические (в кольце присутствуют атомы углерода),
  - карбоциклические (кольцо включает исключительно атомы углерода),
  - гетероциклические (кольцо включает как атомы углерода, так и атомы других элементов),
- неорганические (без атомов углерода, например, сера, некоторые силиконы, фосфаты, или бораты).

По количеству циклов:
- моноциклические (один цикл),
- полициклические (два и более циклов).

По наличию ароматическое кольца:
- ароматические (с наличием бензольного кольца),
- алициклические (с отсутствием бензольного кольца).

Отдельно выделяют соединения с топологической связью: катенаны и ротаксаны, — а также циклофаны.

Циклопропан, алициклическое карбоциклическое соединение (циклоалкан).
Пирролидин, алициклическое гетероциклическое соединение.
Бензол, ароматическое карбоциклическое соединение.
Нафталин, полициклическое карбоциклическое соединение.
Порфин, макроциклическое карбоциклическое соединение.
Пентазол, неорганическое циклическое соединение.

## Реакции циклизации и раскрытия цикла

Конденсация Дикмана

Органическая реакция, приводящая к формированию циклической структуры в одном или нескольких продуктах называется циклизацией, реакция же с разрывом кольца называется раскрытием цикла.
Разновидность циклизации, при которой к существующей циклической системе достраивается карбо- или гетероцикл, называется аннелированием.
Примеры реакций циклизации:
- Метатезис олефинов с циклизацией
- Циклизация Назарова
- Циклизация Ружички[англ.]
- Конденсация Дикмана
- Синтез Венкера[англ.]
- Реакции радикального присоединения с циклизацией
- Внутримолекулярная ацилоиновая конденсация

Примеры реакций с раскрытием цикла:
- Общая реакция раскрытия цикла: полимеризация с раскрытием цикла[англ.]
- Полимеризация метатезиса олефинов с раскрытием цикла[англ.]